# The Truth About Love (Album)
The Truth About Love ist das sechste Studioalbum der US-amerikanischen Popsängerin Pink, das am 14. September 2012 von RCA Records veröffentlicht wurde.

## Titelliste
| Nr. | Titel                                    | Autor(en)                                                                               | Produzent(en)                  | Länge |
| --- | ---------------------------------------- | --------------------------------------------------------------------------------------- | ------------------------------ | ----- |
| 1.  | Are We All We Are                        | Pink, Butch Walker, John Hill, Emile Haynie                                             | Walker, Hill, Haynie           | 3:37  |
| 2.  | Blow Me (One Last Kiss)                  | Pink, Greg Kurstin                                                                      | Kurstin                        | 4:15  |
| 3.  | Try                                      | busbee, Ben West                                                                        | Kurstin                        | 4:07  |
| 4.  | Just Give Me a Reason (feat. Nate Ruess) | Pink, Jeff Bhasker, Ruess                                                               | Bhasker                        | 4:02  |
| 5.  | True Love (feat. Lily Rose Cooper)       | Pink, Kurstin, Cooper                                                                   | Kurstin                        | 3:50  |
| 6.  | How Come You’re Not Here                 | Pink, Kurstin                                                                           | Kurstin                        | 3:12  |
| 7.  | Slut Like You                            | Pink, Max Martin, Shellback                                                             | Martin, Shellback              | 3:42  |
| 8.  | The Truth About Love                     | Pink, Billy Mann, David Schuler                                                         | Mann, Schuler                  | 3:48  |
| 9.  | Beam Me Up                               | Pink, Mann                                                                              | Mann                           | 4:27  |
| 10. | Walk of Shame                            | Pink, Kurstin                                                                           | Kurstin                        | 2:42  |
| 11. | Here Comes the Weekend (feat. Eminem)    | Pink, Khalil Abdul Rahman, Pranam Injeti, Erick Alcock, Liz Rodrigues, Marshall Mathers | DJ Khalil, Chin Injeti         | 4:24  |
| 12. | Where Did the Beat Go?                   | Pink, Mann, Jon Keep, Steve Daly                                                        | Mann, Tracklacers              | 4:18  |
| 13. | The Great Escape                         | Pink, Dan Wilson, Erick Alcock, Liz Rodrigues, Marshall Mathers                         | DJ Khalil, Chin Injeti, Wilson | 4:24  |

### Deluxe Edition
| Nr. | Titel             | Autor(en)                   | Produzent(en) | Länge |
| --- | ----------------- | --------------------------- | ------------- | ----- |
| 14. | My Signature Move | Pink, Walker, Jake Sinclair | Walker        | 3:45  |
| 15. | Is This Thing On? | Pink, Walker, Sinclair      | Walker        | 4:23  |
| 16. | Run               | Pink, Walker, Sinclair      | Walker        | 4:12  |
| 17. | Good Old Days     | Pink, Mann, Schuler         | Mann, Schuler | 4:02  |

### Bonus-Titel
iTunes Store Bonustitel
| Nr. | Titel        | Autor(en)      | Produzent(en) | Länge |
| --- | ------------ | -------------- | ------------- | ----- |
| 18. | Chaos & Piss | Pink, Eg White | White         | 3:59  |
| 19. | Timebomb     | Pink, Kurstin  | Kurstin       | 3:34  |

Fan Edition Bonus Track
| Nr. | Titel                                   | Autor(en)                                       | Produzent(en)             | Länge |
| --- | --------------------------------------- | ----------------------------------------------- | ------------------------- | ----- |
| 20. | The King Is Dead But The Queen Is Alive | Pink, Mann, Walker, Niklas Olovson, Robin Lynch | Mann, Machopsycho, Walker | 3:44  |

### Fan Edition Bonus-DVD
| Nr. | Titel                                                                  | Autor(en) | Produzent(en) | Länge |
| --- | ---------------------------------------------------------------------- | --------- | ------------- | ----- |
| 1.  | Blow Me (One Last Kiss)                                                |           |               | 3:47  |
| 2.  | Try                                                                    |           |               | 4:09  |
| 3.  | Are We All We Are (The Truth About Love – Live From Los Angeles)       |           |               | 3:52  |
| 4.  | Blow Me (One Last Kiss) (The Truth About Love – Live From Los Angeles) |           |               | 4:39  |
| 5.  | Try (The Truth About Love – Live From Los Angeles)                     |           |               | 4:30  |
| 6.  | F**kin’ Perfect (Live From Los Angeles)                                |           |               | 3:33  |
| 7.  | The Truth About Love Photoshoot (Behind the Scenes)                    |           |               | 3:43  |

## Rezensionen
Jakob Biazza hörte das Album für den Focus und urteilte: „[…] eine lieblose Aneinanderreihung von aseptischen Gitarren, banalen Synthesizer-Sounds, tumben Beats und Stimmen, die fast bis zur Roboterhaftigkeit bearbeitet sind. Sollte es je Momente von Dynamik, von laut und leise, von Atmen und entfalten gegeben haben, wurden sie mit einer grobschlächtigen Komprimierung eliminiert. Selbst Pinks doch eigentlich so ausdrucksstarkes Timbre wird dadurch irgendwann zum austauschbaren Element in noch austauschbareren Refrains. Nate Ruess, aktuell Sänger der Band FUN., belebt „Just Give Me a Reason“ etwas. Rapper Eminem bringt auf „Here Comes The Weekend“ einen kurzen, aber auch nicht sonderlich spannenden Szenenwechsel. Ansonsten ist das Album ein gesichtsloses Stück Meterware: Mutlos, kraftlos und ohne jedes Charisma könnte es von jedem kommen – und steht damit in unangenehmem Widerspruch zu Pinks Gebahren [sic!].“
Wolfgang Schütz schrieb für die Augsburger Allgemeine: „13 Songs, die sich titelgemäß um die Liebe drehen, aber so weit von Mädchenromantik entfernt sind wie es Pink vom reinen Hausfrauendasein ist. „True Love“ etwa bietet zwar im Refrain reichlich Schlallalla, aber das basiert nur auf der Erkenntnis: „You are an asshole and I love you“. Pink eben. Wie die ganze Platte. Eine erwartbare Mischung aus den rockigen Stücken, ein bisschen Balladiösem, Tanzfreude und ein bisschen Nachdenklichkeit wie im als nächste Single avancieren „Try“.“

## Kommerzieller Erfolg

### Chartplatzierungen
| ChartsChartplatzierungen       | Höchstplatzierung | Wochen |
| ------------------------------ | ----------------- | ------ |
| Deutschland (GfK)              | 1 (72 Wo.)        | 72     |
| Österreich (Ö3)                | 1 (54 Wo.)        | 54     |
| Schweiz (IFPI)                 | 1 (78 Wo.)        | 78     |
| Vereinigte Staaten (Billboard) | 1 (94 Wo.)        | 94     |
| Vereinigtes Königreich (OCC)   | 2 (79 Wo.)        | 79     |

| ChartsJahrescharts (2012)      | Platzierung |
| ------------------------------ | ----------- |
| Deutschland (GfK)              | 13          |
| Österreich (Ö3)                | 24          |
| Schweiz (IFPI)                 | 9           |
| Vereinigte Staaten (Billboard) | 37          |
| Vereinigtes Königreich (OCC)   | 12          |

| ChartsJahrescharts (2013)      | Platzierung |
| ------------------------------ | ----------- |
| Deutschland (GfK)              | 11          |
| Österreich (Ö3)                | 6           |
| Schweiz (IFPI)                 | 4           |
| Vereinigte Staaten (Billboard) | 8           |
| Vereinigtes Königreich (OCC)   | 20          |

| ChartsJahrescharts (2014)      | Platzierung |
| ------------------------------ | ----------- |
| Vereinigte Staaten (Billboard) | 97          |

### Auszeichnungen für Musikverkäufe
| Land/Region                  | Auszeichnungen für Musikverkäufe (Land/Region, Auszeichnung, Verkäufe) | Verkäufe  |
| ---------------------------- | ---------------------------------------------------------------------- | --------- |
| Australien (ARIA)            | 9× Platin                                                              | 630.000   |
| Brasilien (PMB)              | 2× Platin                                                              | 80.000    |
| Dänemark (IFPI)              | 2× Platin                                                              | 40.000    |
| Deutschland (BVMI)           | 3× Platin                                                              | 600.000   |
| Finnland (IFPI)              | Gold                                                                   | 15.084    |
| Frankreich (SNEP)            | Platin                                                                 | 100.000   |
| Irland (IRMA)                | Platin                                                                 | 15.000    |
| Italien (FIMI)               | Platin                                                                 | 60.000    |
| Kanada (MC)                  | 6× Platin                                                              | 480.000   |
| Mexiko (AMPROFON)            | 2× Platin                                                              | 120.000   |
| Neuseeland (RMNZ)            | 6× Platin                                                              | 90.000    |
| Österreich (IFPI)            | Platin                                                                 | 20.000    |
| Polen (ZPAV)                 | 2× Platin                                                              | 40.000    |
| Schweden (IFPI)              | Platin                                                                 | 40.000    |
| Schweiz (IFPI)               | Platin                                                                 | 30.000    |
| Spanien (Promusicae)         | Gold                                                                   | 20.000    |
| Südafrika (RISA)             | Platin                                                                 | 40.000    |
| Ungarn (MAHASZ)              | Gold                                                                   | 3.000     |
| Vereinigte Staaten (RIAA)    | 3× Platin                                                              | 3.000.000 |
| Vereinigtes Königreich (BPI) | 3× Platin                                                              | 907.000   |
| Insgesamt                    | 3× Gold · 45× Platin ·                                                 | 6.330.084 |

Hauptartikel: Pink (Musikerin)/Auszeichnungen für Musikverkäufe